# Sømna kommun
Sømna kommun (norska: Sømna kommune) är en kommun i landskapet Helgeland i Nordland fylke i norra Norge. Kommunens centralort är tätorten Vik.
Angränsande kommuner är Brønnøy i norr och Bindal i söder.

## Administrativ historik
Sømna kommun bildades första gången 1901, då under namnet Viks kommun, genom en delning av Brønnøy kommun. 1964 slogs denna kommun samman med bland annat Brønnøy kommun igen. 1977 återuppstod Sømna kommun, men denna gång utan området kring byn Hongset, som förblev en del av Brønnøy kommun.

## Tätorter
I Sømna kommun finns två tätorter:
- Berg (del av)
- Vik (centralort)

## Socknar
Inom Norska kyrkan motsvaras Sømna kommun av Sømna socken i Sør-Helgelands prosteri i Sør-Hålogalands stift.